# Maying, Jiangxi
Maying är en köpinghuvudort i Kina. Den ligger i provinsen Jiangxi, i den sydöstra delen av landet, omkring 120 kilometer norr om provinshuvudstaden Nanchang. Antalet invånare är 23 221. Befolkningen består av 11 110 kvinnor och 12 111 män. Barn under 15 år utgör 19,0 %, vuxna 15-64 år 73 %, och äldre över 65 år 6,0 %.
Runt Maying är det tätbefolkat, med 476 invånare per kvadratkilometer. Närmaste större samhälle är Jiangzhou, 18,0 km väster om Maying. Trakten runt Maying består till största delen av jordbruksmark.
Genomsnittlig årsnederbörd är 2 094 millimeter. Den regnigaste månaden är maj, med i genomsnitt 371 mm nederbörd, och den torraste är januari, med 69 mm nederbörd.